# Hypophryxus leptochelae
Hypophryxus leptochelae là một loài chân đều trong họ Bopyridae. Loài này được Pillai miêu tả khoa học năm 1966.